# 吉塞拉·比克迈尔

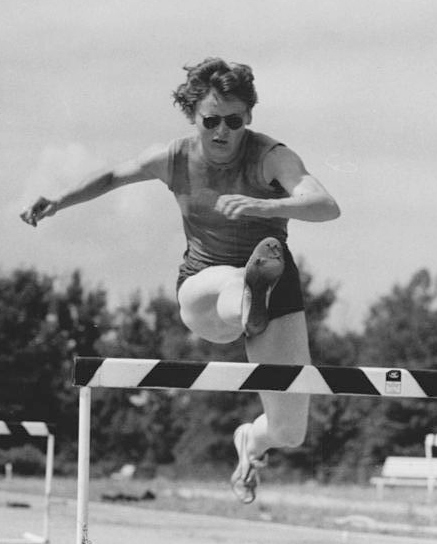
吉塞拉·比克迈尔 (1960年)

吉塞拉·比克迈尔（德語：Gisela Birkemeyer，1931年12月22日—），旧姓克勒（Köhler），德国女子田径运动员。她曾代表德国联队参加1956年和1960年夏季奥林匹克运动会田径比赛，获得一枚银牌和一枚铜牌。